# Primula geranophylla
Primula geranophylla är en viveväxtart som beskrevs av S. Kovalevsk. Primula geranophylla ingår i släktet vivor, och familjen viveväxter. Inga underarter finns listade i Catalogue of Life.